# Doença pulmonar obstrutiva
Doença pulmonar obstrutiva é uma categoria de doenças respiratórias caracterizada por obstrução das vias respiratórias. Muitas destas doenças são o resultado do estreitamento dos brônquios de menor dimensão e dos bronquíolos de maior dimensão, geralmente devido à contração excessiva do próprio músculo liso. São caracterizadas por vias respiratórias inflamadas, obstrução da passagem de ar, problemas na expiração e consultas e hospitalizações recorrentes. Entre as doenças pulmonares mais comuns estão a asma, a bronquite e a doença pulmonar obstrutiva crónica (DPOC). Embora a DPOC tenha características em comum com as outras doenças obstrutivas, trata-se de condições distintas em termos de formação da doença, frequência dos sintomas e reversibilidade da obstrução das vias respiratórias. Algumas publicações classificam a fibrose cística como doença pulmonar obstrutiva.